# Brunia fragarioides
Brunia fragarioides är en tvåhjärtbladig växtart som beskrevs av Carl Ludwig von Willdenow. Brunia fragarioides ingår i släktet Brunia och familjen Bruniaceae. Inga underarter finns listade.